# Krągłe Mokradło
Krągłe Mokradło – obumierające torfowisko w Sudetach Środkowych w Górach Stołowych w województwie dolnośląskim.

## Położenie
Położone jest na wysokości ok. 820–830 m n.p.m. na stoliwie Skalniak, na terenie Parku Narodowego Gór Stołowych w środkowo-zachodniej części Gór Stołowych, między Błędnymi Skałami, po zachodniej stronie a Skalniakiem, po wschodniej stronie około 3,0 km na południowy zachód od Karłowa.

## Charakterystyka
Krągłe Mokradło to niewielkie obszarowo obumierające torfowisko wysokie powstałe na mokradle ombrogenicznym ze zbiorowiskiem roślinności łąkowej i torfowiskowej. Jest to typ torfowiska wysokiego nazywanego mszarem, które rozwijają się na obszarach bezodpływowych zasilanych przez wody opadowe, cechują się ubogą w gatunki roślinnością, której charakterystycznym składnikiem są mchy i torfowce, tworzące gęste darnie rosnące tu w różniących się warunkami wodnymi zespołach kępkowych i dolinkowych. Na torfowisku znajduje się flora i fauna obszarów torfowiskowych występująca w Górach Stołowych. Obok pospolitych roślin torfowiskowych, jak wełnianka pochwowata, wełnianka wąskolistna, czy żurawina błotna, występuje bagno zwyczajne, turzyca nitkowata, turzyca skąpokwiatowa, modrzewnica północna, które w Polskiej czerwonej księdze roślin ujęte są jako rośliny zagrożone wyginięciem. Najbardziej zagrożonym gatunkiem spośród roślin naczyniowych na tym torfowisku jest sosna błotna.

## Powstanie
Torfowisko powstało w miejscu gromadzenia się wód opadowych na nieprzepuszczalnym podłożu, któremu sprzyjała budowa geologiczna i rzeźba terenu, dla której niezwykle charakterystyczna jest rozległa płaszczyzna zrównań z naturalnymi zagłębieniami terenu. Płaska wierzchowina górnego stopnia zrównania stoliwa Skalniaka uszczelniona zwietrzeliną drobnoziarnistych mułowców sprzyjała gromadzeniu się wód opadowych w zagłębieniach terenu i rozwojowi roślinności torfowiskowej oraz tworzeniu się torfu.

## Wpływ człowieka
W wyniku działalności człowieka na torfowisku wystąpiła duża populacja rozrastającego się świerka, która na przełomie XIX i XX wieku, po przeprowadzeniu melioracji i osuszeniu została sztucznie wprowadzona. W wyniku tych zabiegów torfowisko uległo zniszczeniu i degradacji – zaczęło zamierać, zmniejszając swoją powierzchnię, przez co utraciło cały szereg interesujących gatunków roślin. Naturalnie występującymi drzewami są jawor, grab, wiąz, buczyna; zajmują one niewielką powierzchnię w wyniku wcześniejszej złej gospodarki leśnej. Obecnie podejmowane są działania w kierunku odtworzenia pierwotnych warunków wodnych, w celu ratowania torfowiska i zwiększenia bioróżnorodności torfowiska.